# 諫議大夫
諫議大夫，是監察的一種特殊職官，通常稱為言官、諫官。

## 沿革
秦代設大夫，有諫議大夫、太中大夫、中大夫、諫大夫等各類官稱，無定員。西漢時沿用秦制，漢武帝元狩五年（前118年）置諫大夫，無定員，掌議論。東漢改稱諫議大夫，《后汉书·百官志二》：“谏议大夫，六百石。本注曰：无员。”魏晉時稱散騎常侍。
隋唐仍置諫議大夫，有左、右諫議大夫，各四人，分屬門下省與中書省，另設补阙和拾遗。諫議大夫雖然位階不高，唐代僅是正五品，但可“讽朝政之得失，谏皇帝之功过”，唐代著名大臣魏徵即是最好例子，魏徵任諫議大夫時，“凡二百餘奏，無不剴切”。唐代的諫官有權力駁回明顯不合理的詔書。宋初沿其制，後置諫院，谏院下设鼓院，以左、右諫議大夫為之長；王安石變法之際，當時的右諫議大夫司馬光寫一封長達三千餘字的信給王安石，抨擊新政，也就是著名的《與王介甫書》。遼代門下省和中書省分別設左諫院和右諫院，沿置諫議大夫等職，但有名無實。金代有諫院，設左、右諫議大夫、司諫。元朝搁置不設。
明初洪武期間置諫議大夫及左右司諫，不久廢除。宋代類書《册府元龟》曾收入至五代的379件著名的諫書。